# Oaphantes pallidulus
Espèce
Synonymes
- Bathyphantes pallidula Banks, 1904

Oaphantes pallidulus est une espèce d'araignées aranéomorphes de la famille des Linyphiidae.

## Distribution
Cette espèce est endémique de Californie aux États-Unis,. Elle se rencontre dans les comtés de Los Angeles, de Monterey, de Santa Clara, de de Santa Clara et de San Mateo.

## Description
Les mâles mesurent de 2,17 à 2,77 mm et les femelles de 2,53 à 3,15 mm.

## Systématique et taxinomie
Cette espèce a été décrite sous le protonyme Bathyphantes pallidula par Banks en 1904. Elle est placée dans le genre Oaphantes par Chamberlin et Ivie en 1943.

## Publication originale
- Banks, 1904 : Some Arachnida from California. Proceedings of the California Academy of Sciences, sér. 3, vol. 3, no 13, p. 331-376 (texte intégral).